# Реформатский собор (Дебрецен)
Реформатский собор Дебрецена — здание площадью 1500 м² крупнейшая в стране протестантская церковь. Обладает самым большим колоколом из всех венгерских протестантских церквей. Собор — символ венгерской реформатской церкви, поэтому Дебрецен часто называют «кальвинистским Римом». Собор был построен между 1805 и 1824 годами в неоклассическом стиле, между площадью Кошута и площадью Кальвина, в центре города.

## История
В средние века на этом месте уже располагалась церковь, но она сгорела. Между 1297 и 1311 здесь был построен готический зальный храм — церковь Святого Андрея. Её площадь была приблизительно 16 на 46 метров. Храм также сгорел в 1564 году. Обгоревшие стены церкви простояли до 1626 года, когда Габор Бетлен восстановил уже протестантскую церковь Святого Андрея. При поддержке Дьёрдя I Ракоци сооружение было завершено в 1628 году. В 1640—1642 была сооружена башня, на которую был водружен огромный колокол весом около 300 кг, сделанный из австрийских пушечных ядер. В 1707, в освободительной борьбе под руководством Ференца II Ракоци собор получил серьёзные повреждения от императорских войск. 11 июня 1802 году собор сгорел во время большого пожара, уничтожившего треть Дебрецена.
Сооружение собора началось 8 апреля 1805 года. Он был спроектирован Михаем Пехи, но во время сооружения планы несколько раз менялись, вызывая затруднения у строителей. Изначальный план предполагал основание в форме креста и массивный купол, но этот план был отвергнут в основном по финансовым причинам.
Западная башня была закончена в 1818 году, восточная — 6 августа 1821. Высота башен 61 метр. Изначально собор должен был венчать купол, который не был сооружён. По окончании строительства фасад собора выглядел непривлекательно из-за огромного пустого пространства между башнями, так что в 1823/24 году фасад слегка изменили, используя план Кароя Рабла (Rabl Károly). Примечательны барочные элементы на крышах башен. Чудесная панорама открывается с левой (западной) башни, здесь же находится старый колокол Ракоци, восстановленный после пожара.

## Архитектура
Главный неф церкви длиной 55 метров и почти 15 метров шириной, трансепт 38 метров длинной и 14 метров шириной. Подобно другим протестантским церквям, стены изнутри окрашены белой краской. Высота потолка 21 метр. Собор вмещает около 5 тысяч прихожан (3000 сидячих мест).
Собор имеет историческое значение: во время Венгерской революции 1848 года Лайош Кошут объявил независимость Венгрии 14 апреля 1848 года и был здесь выбран правителем страны. Кресло, на котором он сидел, выставлено в соборе.
В соборе есть два органа, один из них в южной части над главным входом. Это новый орган с электронным управлением, резонансными трубами, тремя мануалами и 52 регистрами, построен Петером Альбертом в 1981 году. Второй, старый классический орган, расположен за кафедрой, сооружен Якобом Дойманном в 1838 году с 3 мануалами и 43 регистрами.